# Selb gol

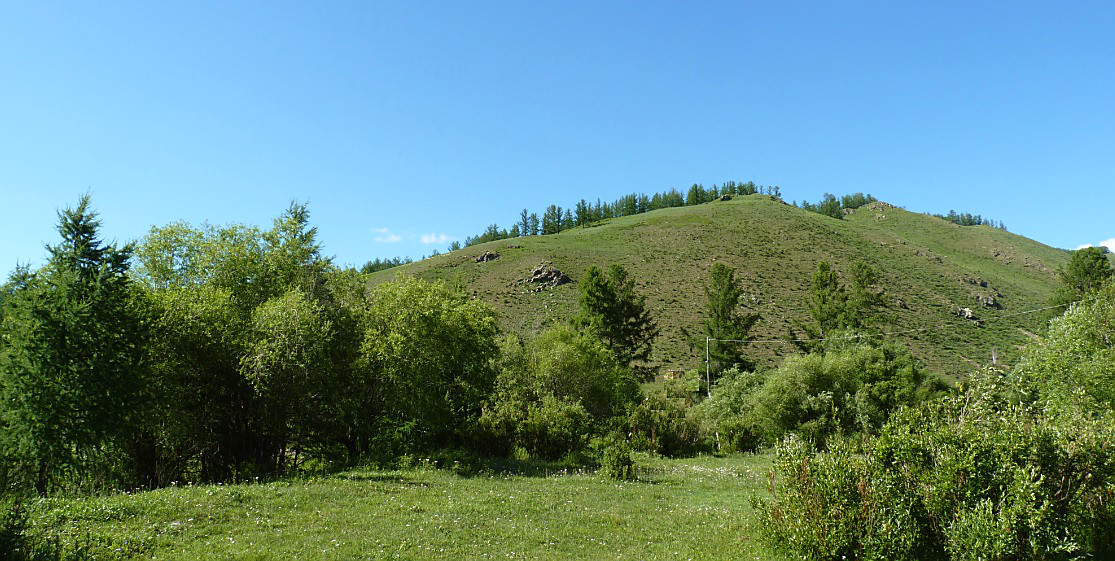
Roślinność wzdłuż Selb gol podczas suchego lata 2011 roku

Selb gol (mong. Сэлбэ гол) – rzeka w Mongolii o długości 26,2 km i powierzchni dorzecza 220 km². Prawy dopływ Tuul gol, do której wpada w Ułan Bator, stolicy kraju.
W 2012 roku uregulowano koryto rzeki i utworzono rezerwat przyrody, chroniący część rzeki przed zanieczyszczeniami ze stolicy.